# Ménis Koumandaréas
Ménis Koumandaréas (grec moderne : Μένης Κουμανταρέας) est un écrivain grec né le 4 janvier 1931 à Athènes et mort assassiné le 6 décembre 2014 dans la même ville.

## Biographie
Il entreprend des études supérieures en philosophie et en droit à l'université d'Athènes, tout en suivant des cours de théâtre, mais n'obtiendra aucun diplôme. Il travaille comme journaliste, puis dans une compagnie d'assurances, avant de se consacrer à l'écriture et à la traduction.
Ses romans lui valent plusieurs prix prestigieux dans son pays. Il a traduit en grec moderne des œuvres de Hermann Hesse, Carson McCullers, William Faulkner, Lewis Carroll, Georg Büchner et Herman Melville.
Il est assassiné dans son appartement d'Athènes le 6 décembre 2014 à l'âge de 83 ans.

## Œuvres
Liste non exhaustive
- Τα μηχανάκια (1962) [littéralement : Les flippers]
- Το αρμένισμα (1967) [littéralement : Le saint]
- Τα καημένα (1972) [littéralement : Les brûlés]
- Βιοτεχνία Υαλικών (Biotehnia 'ualikōn, 1975) Publié en français sous le titre La Verrerie, traduit pat Marcel Durand, Paris, Éditions Hatier, coll. « Confluences », 1991, 158 p.  (ISBN 960-7303-08-3) ; réédition, Paris, Le Serpent à plumes, coll. « Motifs » no 183, 2003  (ISBN 2-84261-448-8)
- Ο ωραίος Λοχαγός ('O 'Ōraios lohagos, 1982) Publié en français sous le titre Le Beau Capitaine, traduit par Michel Volkovitch, Boulogne-Billancourt, Éditions Griot, coll. « Lettres d’ailleurs », 1991, 326 p.  (ISBN 2-907217-49-6) ; réédition, Meudon, Quidam éditeur, 2011
- Η φανέλα με τό εννιά ('Ē fanela me to ennia, 1986) Publié en français sous le titre Le Maillot no 9, traduit par Gisèle Jeanperin, Boulogne-Billancourt, Éditions Griot, 1991, 326 p.  (ISBN 2-907217-17-8)
- Πλανόδιος Σαλπιγκτής (1989) [littéralement : Le talentueux trompettiste]
- Σεραφείμ και Χερουβείμ (Seraphim kai Kheroubeim, 1990) Publié en français sous le titre Mauvais anges, traduit par Michel Volkovitch, Quidam éditeur, 2019  (ISBN 978-2374910918)
- Θυμάμαι τη Μαρία (Thymâmai tī̄́́́́́́́n María, 1996) Publié en français sous le titre Je me souviens de Maria, traduit par Nicole Le Bris, Paris, Éditions Langues et mondes-l’Asiathèque, coll. « Bilingues ALM », 2005, 79 p.  (ISBN 2-915255-25-3)
- Νώε (Noah, 2003)
- Chrístos, éd. bilingue, ill. de Alkis Pierrakos, traduit par Michel Volkovitch, Saint-Maur-des-Fossés, Éditions Sépia, coll. « L’Arbre aux accents », 1997, 56 p.  (ISBN 2-84280-002-8)
- Η κυρία Κούλα Publié en français sous le titre La Femme du métro, traduit par Michel Volkovitch, Meudon, Quidam Éditeur, coll. « Made in Europe », 2010, 69 p.  (ISBN 978-2-915018-46-2)
- Η Υυναίκα που πετάει [littéralement : La Femme qui vole]

Recueil de nouvelles dont cinq ont été publiées en français sous le titre Les neiges de décembre ne préviennent jamais , traduit par Guillaume Tournier, Le Mesnil-Mauger, éditions Le Soupirail, 2018, 178 p.  (ISBN 979-10-93569-40-6)
- Play, Entretien avec soi-même, traduit par Nicole Le Bris, Ginkgo éditeur, coll. « Lettres d'ici et d'ailleurs » 2017, 126 P.,  (ISBN 978-2846792646)